# Rudolf Louis
Rudolf Louis (Schwetzingen, 30 de gener de 1870 - Múnic, 15 de novembre de 1914) fou un escriptor musical i compositor alemany.
Estudià Ginebra i Berlín, doctorant-se en filosofia a Viena, estudià la música amb Klosé i Motl i primer treballà durant algun temps com a director d'orquestra en el teatre de Landshut i Lübeck, i des de 1897 com escriptor a Múnic, on, des de 1900 fou crític musical al Münchener Nenesten Nachrichten.
Va escriure:
- Der Widerspruch in der Musik (Leipzig, 1843);
- Die Weltanschauung Richar Wagners (Leipzig, 1898);
- Franz Liszt (Berlín, 1898);
- Hector Berlioz (Leipzig, 1905);
- Anton Bruckner (Múnic, 1905);
- Die deutsche Musik der Gegenwart (Leipzig, 1909).

En col·laboració amb Thuille va escriure una Harmonielehre que trencà amb totes les antigues tradicions (2a edició Stuttgart, 1908), i que fou posta en forma abreviada pel mateix Louis amb el títol de Grundriss der Harmonielehre (Stuttgart, 1908).
Entre els seus alumnes s'hi compta Lothar Windsperger (1885-1935).